# Maria Rosa Tarragó Daussà
Maria Rosa Tarragó Daussà (Palafrugell, 7 de gener de 1935) és una empresària catalana, propietària de l'Hostal La Llagosta de Llafranc. Filla de Marcelino Tarragó Salvador, de Palafrugell, i d'Aurora Daussà Bataller, de Palau-sator, va estudiar a l'Acadèmia Planas, de Palafrugell, i als 12 anys va anar a viure a Calella, on ajudava els seus pares.
L'any 1955 es va casar amb Josep Pla Arbonès. El besavi d'en Josep, Francisco Pla Auger, era originari de Blanes. Era conegut com en «Xicu de Blanes» quan va venir a viure a Llafranc. La família Pla es dedicava a la pesca i tenia dos salins, un a Calella i l'altre a Llafranc. El 1920 l'Ajuntament de Palafrugell va acordar donar el nom de Francesc de Blanes al carrer on es trobava el salí. Josep Pla Arbonès —nét d'en «Xicu de Blanes» i fill de Josep Pla Mayola, «Es noi menut»—, i Carme Arbonès Reixach, van reconvertir el salí en una casa de huespédes on llogaven habitacions, al començament de l'actual passeig de Llafranc, el 1946, l'actual Hostal La Llagosta.
Maria Rosa Tarragó i Josep Pla Arbonès donaren un impuls al negoci, convertint-lo en un referent del turisme familiar que arribava al Llafranc d'aquells primers anys del boom turístic. No hi havia recepció, ja que tot es feia a través de turoperadors. A l'hostal hi havia 25 habitacions.
Quan va morir el seu marit, l'any 1972, Maria Rosa Tarragó va passar a ser la responsable i titular de l'hostal, agafant el timó en solitari. Vivia al mateix establiment i s'ocupava tant de la recepció com de la compra i la direcció de la cuina i del servei. Amb el tracte amb els clients, particulars o usuaris d'operadors turístics, va aprendre idiomes i podia ajudar els turistes estrangers si tenien qualsevol problema. Cada any feien reformes a l'hostal per millorar-ne les condicions. El 1983 Tarragó va ser homenatjada com a realitzadora de cinema amateur en el marc de la desena Biennal de cinema amateur de Palafrugell.
La feina de la Maria Rosa Tarragó ha estat reconeguda amb el premi Timó de Plata pel Gremi d'Hostaleria de la Costa Brava l'any 1986 per «després d'enviudar va convertir l'hotel en un dels millors de la zona». L'any 1996 l'Hostal La Llagosta va rebre el premi Timó d'Argent, per a la celebració del seu 50è aniversari.
Josep Pla i Maria Rosa no van tenir fills. L'any 2005 Maria Rosa es va jubilar, després de mig segle portant el negoci. Va cedir la direcció de l'Hostal a Montserrat Sais i Rodríguez, casada amb el cosí de Maria Rosa Tarragó, Àngel Teixidor García, i els respectius filla i fill, Alícia i Àlex Teixidor Sais, els quals han seguit mantenint l'establiment.